# 1999 RK257
1999 RK257, também escrito como 1999 RK257, é um objeto transnetuniano (TNO) que está localizado no cinturão de Kuiper, uma região do Sistema Solar. Este corpo celeste é classificado como um cubewano. Ele possui uma magnitude absoluta (H) de 8,3 e, tem um diâmetro estimado com cerca de 96 km.

## Descoberta
1999 RK257 foi descoberto no dia 12 de setembro de 1999 pelos astrônomos D. Milisavljevic e J. J. Kavelaars.

## Órbita
A órbita de 1999 RK257 tem uma excentricidade de 0.052 e possui um semieixo maior de 43.196 UA. O seu periélio leva o mesmo a uma distância de 40.962 UA em relação ao Sol e seu afélio a 45.431.